# Ángel Ocaña
Pour les articles homonymes, voir Ocaña.
Ocaña  Pérez est un nom espagnol. Le premier nom de famille, en général paternel, est Ocaña ; le second, en général maternel, souvent omis, est Pérez.
Ángel Ocaña Pérez (né le 7 juin 1960 à Grenade en Andalousie) est un coureur cycliste espagnol, professionnel de 1982 à 1990. Il totalise 10 victoires dont une étape du Tour d'Espagne 1988.

## Palmarès

### Palmarès amateur
- 1979
  - Tour de Tolède
- 1980
  - 2e de la Volta da Ascension
- 1981
  - 2e du Mémorial Manuel Galera

### Palmarès professionnel
| - 1982 - 3e étape du Tour de Cantabrie - 5e étape du Tour de Catalogne - 2e du Tour de Burgos - 1983 - 2e du Trofeo Masferrer - 1985 - GP Caboalles de Abajo - 6e étape du Tour de Castille-et-León - Mémorial Manuel Galera - 1986 - 2e étape du Tour des Asturies - 1re étape du Tour de La Rioja | - 1988 - 18e étape du Tour d'Espagne - 1989 - 2e étape du Tour des Trois Cantons - 4eb étape du Tour du Portugal - 1990 - 2eb étape du Tour d'Espagne (contre-la-montre par équipes) |

## Résultats sur les grands tours

### Tour d'Espagne
5 participations
- 1983 : abandon (17e étape)
- 1984 : abandon (11e étape)
- 1988 : 33e, vainqueur de la 18e étape
- 1989 : 11e
- 1990 : abandon (14e étape), vainqueur de la 2eb étape (contre-la-montre par équipes)

### Tour de France
1 participation
- 1987 : abandon (11e étape)

### Tour d'Italie
2 participations
- 1982 : abandon (13e étape)
- 1988 : abandon (14e étape)